# 62 Sagittarii
62 Sagittarii (62 Sgr / c Sagittarii / HD 189763 / HR 7650) és un estel variable a la constel·lació del Sagitari de magnitud aparent mitjana +4,51. S'hi troba en l'extrem sud-oest del Terebellum, asterisme format per un quadrilàter d'estels. Situada a 448 anys llum de distància del sistema solar, és la més brillant entre els quatre estels d'aquest asterisme.
62 Sagittarii és una gegant vermella de tipus espectral M4III amb una freda temperatura de 3.200 K. La mesura del seu diàmetre angular (0,011 segons d'arc) permet calcular el seu radi; aquest és 162 vegades més gran que el radi solar, o el que és el mateix, 0,76 ua. Si estigués situada en el lloc del Sol, la seva superfície aconseguiria l'òrbita de Venus. Té una lluminositat 3.000 vegades major que la lluminositat solar.
62 Sagittarii és una variable irregular de tipus LB que rep la denominació de variable V3872 Sagittarii. La seva lluentor varia entre magnitud +4,45 i +4,64.